# Sulingen
Sulingen – miasto w Niemczech, w kraju związkowym Dolna Saksonia, w powiecie Diepholz.
Sulingen leży ok. 30 km na wschód od miasta Diepholz i ok. 45 km na południe od Bremy.

## Zabytki

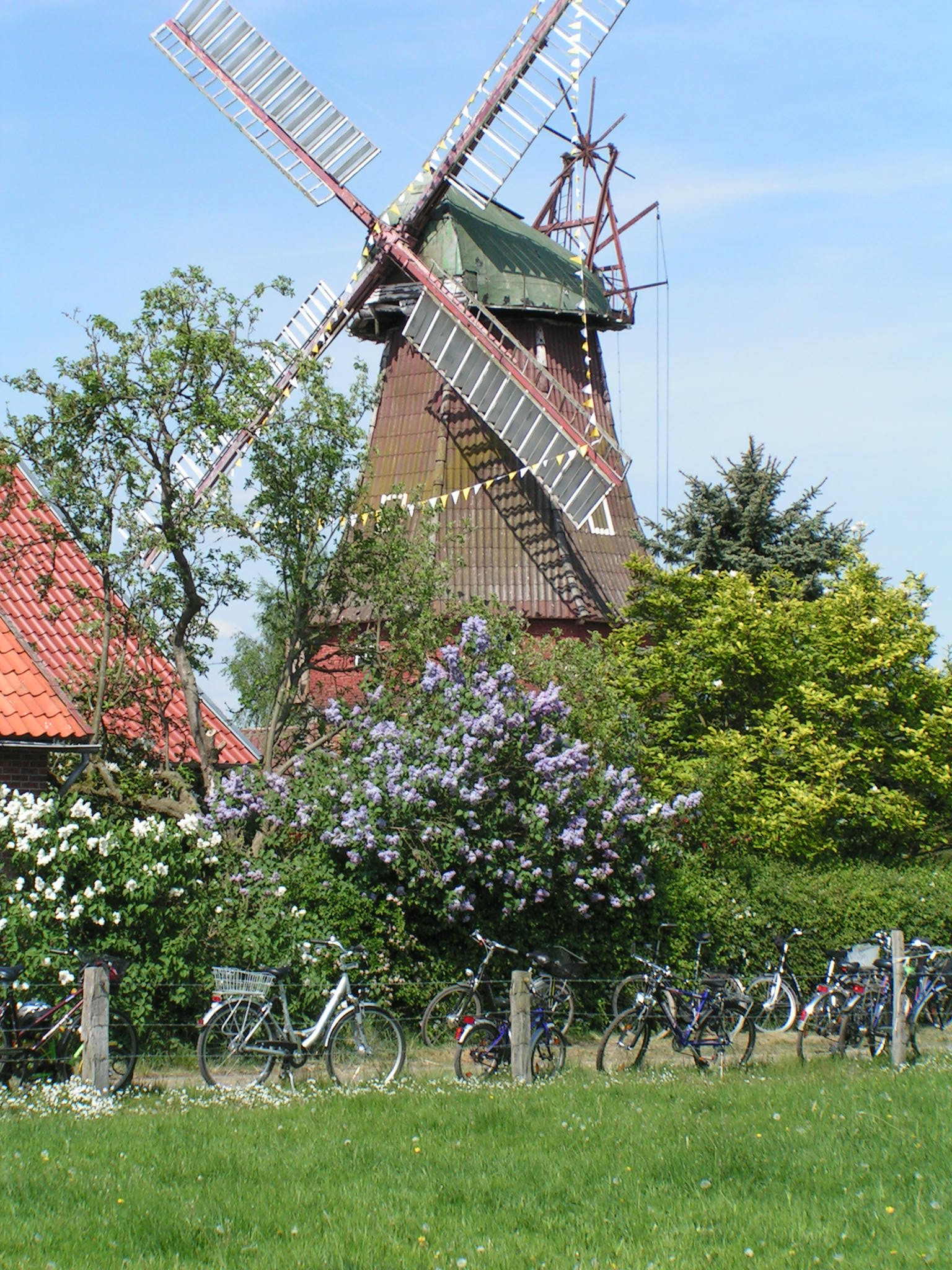
Wiatrak Labbus

- Kościół św. Mikołaja w Sulingen